# Lucio Saffaro
Lucio Saffaro (Trieste, 26 luglio 1929 – Bologna, 28 novembre 1998) è stato uno scrittore e pittore italiano.
Appassionato di matematica, coniugò ricerca matematica e pittura. Studiò i solidi (soprattutto gli icosaedri esistenti in natura) e li rappresentò anche dipingendoli nei suoi quadri.

## Biografia
Nato da una famiglia d'origine persiana si laureò in fisica all'Università di Bologna. Parallelamente all'attività artistica, come matematico dilettante pubblicò diversi articoli su nuove 
tassellature del piano
, su nuove classi di icosaedri, su aspetti dell'infinito matematico, su alcune strutture assiomatico-linguistiche. Le sue ricerche sui nuovi poliedri sono state presentate in numerosi lavori dell'autore e sono state oggetto di conferenze che Saffaro ha tenuto all'estero e in Italia; molte delle elaborazioni di Saffaro nell'ambito della geometria non sono state tuttavia mai sottoposte a un vaglio sistematico della comunità scientifica.
Alcuni saggi relativi ai poliedri sono stati pubblicati sull'Enciclopedia della Scienza e della Tecnica della Mondadori.
Ha inoltre prodotto decine di pubblicazioni letterarie, recensite e presentate da autorevoli critici, e ha pubblicato numerose opere poetiche, alcune delle quali sono state tradotte in Germania e in Francia.
Per quanto riguarda l'arte, dopo aver iniziato a esporre i suoi quadri nel 1962 alla Galleria dell'Obelisco di Roma, ha esposto alla Biennale di Venezia, a Roma, e in molte rassegne in Italia e all'estero, conseguendo alcuni riconoscimenti.
Sue opere sono state esposte in mostre antologiche al Museo civico di Castelvecchio di Verona, alla Galleria d'arte moderna di Bologna, al Museo Civico di Bassano del Grappa.
I suoi lavori sono stati esposti al Sistema Museale d'Ateneo dell'Università di Bologna nel 2004.

## Alcune opere
- Ex litteris. Bologna, Paradoxos, [196.?]
- L'anexeureto. Bologna, Paradoxos,  1961
- Trattato della rarità, [S.l., s.n., 1963?]
- Aglares. Poesie. Milano, All'insegna del Pesce d'Oro, 1964
- Il primo degli Haijin. Roma, Paradox, 1965
- Trattato della misericordia. [S.l., s.n., 1966?]
- Trattato del modulo. Firenze, Paradoxos, 1967
- Diario autologico. Bologna, Tamari, 1968
- La proposizione descrittiva universale. [S.l., s.n., 1969?]
- Trattato della virtù, Bologna, Paradoxos, 1969
- Teoria de l'Est. Roma, Lerici, 1969
- Dialoghi della sapienza. Bologna, Paradoxos, 1971
- La disputa ciclica. Bologna, Paradoxos, 1971
- Trattato delle tristezza assoluta. Firenze, Grafica Toscana, 1971
- Trattato del tavolo di pietra. [S.l., s.n., 1972?]
- Tesi della diatheca. Bologna, Paradoxos, 1972
- Dialoghi della virtù. Bologna, Paradoxos, 1972
- Trattato del 1993. [S.l., s.n., 1973?]
- Trattato elisio sul nome Bach. 24 teoremi eulogici. Bologna, Paradoxos, 1973
- Trattato curvo della tristezza. Bologna, Paradoxos, 1973
- La disputa ciclica. Bologna, Paradoxos, 1974
- Ax minor. Bologna, Paradoxos, 1974
- Dodici variazioni teoriche sul nome Beethoven. Bologna, Paradoxos, 1974
- Dodici nuovi tomi del Tractatus teleologicus: composti in Trieste tra il 17 e il 18 giugno 1974. Bologna, Paradoxos, 1975
- Il principio di sostituzione. Pollenza, La Nuova Foglio, 1977
- De consolatione, Bologna, Paradoxos, stampa 1980
- Strutture profetiche dell'Eneide. Bologna, Paradoxos, 1981
- La pietra della storia, nella forma del sogno. Padova, Centrostampa Palazzo Maldura, 1984
- Analisi delle strutture nascoste nella Malinconia di Dürer. [S.l.], 1984
- Theorie de la poursuite. Parigi, trad. M. Orcel, L'Alphée, 1986
- Estetica della memoria. Padova, Centro stampa Palazzo Maldura, 1987
- Il disegno del tempo. Bologna, Banca popolare di Bologna e Ferrara, [1987?]
- Epistole riccardiane. Padova, Centrostampa, 1988
- Millecinquecento. Dialoghi con Dio. Bassano del Grappa, Ghedina & Tassotti, 1995
- I sei tomi dell'io. Bologna, Sintesi, 1996
- Proposizioni scarlatte. Bologna, Galleria Maggiore, 1997
- Sei trattati sul finire dell'anno. Bologna, Sintesi, 1997
- Le lodi di Abdenago. Norcia, Uphersin, 1998